# Almostancir II do Cairo
Amade Abu Alcacim Almostancir Bilá (em árabe: أبو القاسم أحمد المستنصر بالله; romaniz.: Ahmad Abu al-Qasim al-Mustansir bi-llah), melhor conhecido como Almostancir II do Cairo (em árabe: المستنصر بالله الثاني), foi o primeiro califa abássida do Cairo sob os sultões mamelucos Egito entre 1261 e 1262.

## História
Em janeiro de 1258, tropas mongóis invadiram Bagdá. O califa Almostacim enviou seu filho para tentar negociar uma trégua com Hulagu, que iniciou o saque da cidade, sem sucesso. Em 10 de fevereiro, o próprio califa foi até Hulagu e tentou, novamente sem sucesso, negociar o fim do saque. Ele foi obrigado, juntamente com seus filhos, a mostrar aos invasores onde estavam escondidos seus tesouros e, depois de vários dias, em 20 de fevereiro, Almostacim e toda sua família foram executados.
Em 3 de setembro de 1260, o emir Baibars finalmente conseguiu vencer os mongóis. Poucos meses depois, Almostancir chegou ao Cairo como o último sobrevivente do massacre abássida ocorrido em 1258. Baibars aceita o recém-chegado e, poucos dias depois, o novo califa entronizou o vencedor como "sultão universal", dando-lhe legitimidade adicional e justificando o domínio ("protetorado") sobre as cidades sagradas na Arábia. O novo califa então decretou que era um dever de todos os muçulmanos recuperar a cidade de Bagdá e Baibars não se opõe ao projeto, fornecendo-lhe inclusive um exército de beduínos (menor do que o solicitado, porém). Almostancir ruma para a Damasco em 19 de outubro de 1261 e encontra ali, às margens do Eufrates, Abu Alabás Amade (futuro Aláqueme I), que tinha apenas 15 anos de idade. Depois de atravessarem o rio, os dois abássidas finalmente dão combate aos mongóis em Ambar, mas são derrotados. Almostancir foi morto e Abu Alabás Amade escapou de volta para o Cairo, onde foi recebido pelo Sultão. Apesar de ter sido nomeado califa em seguida, ele foi despido de todos os seus poderes e passou a viver como recluso na cidadela do Cairo.